# Boks na Letnich Igrzyskach Olimpijskich 2000
Zawody bokserskie na XXVII Igrzyskach Olimpijskich w Sydney.
O medale walczono w dwunastu kategoriach wagowych.

## Waga papierowa (do 48 kg)
| Miejsce | Kraj           | Zawodnik      |
| ------- | -------------- | ------------- |
| 1       | Francja        | Brahim Asloum |
| 2       | Hiszpania      | Rafael Lozano |
| 3       | Korea Północna | Kim Un-chol   |
|         | Kuba           | Maikro Romero |

## Waga musza (do 51 kg)
| Miejsce | Kraj       | Zawodnik            |
| ------- | ---------- | ------------------- |
| 1       | Tajlandia  | Wijan Ponlid        |
| 2       | Kazachstan | Bołat Żumadiłow     |
| 3       | Ukraina    | Wołodymyr Sydorenko |
|         | Francja    | Jérôme Thomas       |

## Waga kogucia (do 54 kg)
| Miejsce | Kraj              | Zawodnik             |
| ------- | ----------------- | -------------------- |
| 1       | Kuba              | Guillermo Rigondeaux |
| 2       | Rosja             | Raimkul Małachbiekow |
| 3       | Ukraina           | Serhij Danilczenko   |
|         | Stany Zjednoczone | Clarence Vinson      |

## Waga piórkowa (do 57 kg)
| Miejsce | Kraj              | Zawodnik            |
| ------- | ----------------- | ------------------- |
| 1       | Kazachstan        | Bekzat Sattarchanow |
| 2       | Stany Zjednoczone | Ricardo Juarez      |
| 3       | Rosja             | Kamil Dżamałutdinow |
|         | Maroko            | Tahar Tamsamani     |

## Waga lekka (do 60 kg)
| Miejsce | Kraj    | Zawodnik          |
| ------- | ------- | ----------------- |
| 1       | Kuba    | Mario Kindelán    |
| 2       | Ukraina | Andrij Kotelnyk   |
| 3       | Meksyk  | Cristián Bejarano |
|         | Rosja   | Aleksandr Maletin |

## Waga lekkopółśrednia (do 63,5 kg)
| Miejsce | Kraj              | Zawodnik                 |
| ------- | ----------------- | ------------------------ |
| 1       | Uzbekistan        | Muhammadqodir Abdullayev |
| 2       | Stany Zjednoczone | Ricardo Williams         |
| 3       | Algieria          | Mohamed Allalou          |
|         | Kuba              | Diogenes Luna            |

## Waga półśrednia (do 67 kg)
| Miejsce | Kraj     | Zawodnik       |
| ------- | -------- | -------------- |
| 1       | Rosja    | Oleg Saitow    |
| 2       | Ukraina  | Serhij Docenko |
| 3       | Mołdawia | Vitalie Grușac |
|         | Rumunia  | Dorel Simion   |

## Waga lekkośrednia (do 71 kg)
| Miejsce | Kraj              | Zawodnik            |
| ------- | ----------------- | ------------------- |
| 1       | Kazachstan        | Jermachan Ybrajymow |
| 2       | Rumunia           | Marian Simion       |
| 3       | Stany Zjednoczone | Jermain Taylor      |
|         | Tajlandia         | Pornchai Thongburan |

## Waga średnia (do 75 kg)
| Miejsce | Kraj        | Zawodnik                |
| ------- | ----------- | ----------------------- |
| 1       | Kuba        | Jorge Gutiérrez         |
| 2       | Rosja       | Gajdarbiek Gajdarbiekow |
| 3       | Azerbejdżan | Vüqar Ələkbərov         |
|         | Węgry       | Zsolt Erdei             |

## Waga półciężka (do 81 kg)
| Miejsce | Kraj       | Zawodnik          |
| ------- | ---------- | ----------------- |
| 1       | Rosja      | Aleksandr Lebziak |
| 2       | Czechy     | Rudolf Kraj       |
| 3       | Ukraina    | Andrij Fedczuk    |
|         | Uzbekistan | Sergey Mixaylov   |

## Waga ciężka (do 91 kg)
| Miejsce | Kraj   | Zawodnik           |
| ------- | ------ | ------------------ |
| 1       | Kuba   | Félix Savón        |
| 2       | Rosja  | Sułtan Ibragimow   |
| 3       | Gruzja | Wladimer Czanturia |
|         | Niemcy | Sebastian Köber    |

## Waga superciężka (+91 kg)
| Miejsce | Kraj            | Zawodnik               |
| ------- | --------------- | ---------------------- |
| 1       | Wielka Brytania | Audley Harrison        |
| 2       | Kazachstan      | Muchtarchan Dyldäbekow |
| 3       | Uzbekistan      | Rustam Saidov          |
|         | Włochy          | Paolo Vidoz            |